# Ceiba trischistandra
Ceiba trichistandra es una especie de planta perteneciente a la familia de las Malvaceae. Es originaria de Perú y Ecuador.

## Taxonomía
Ceiba trichistandra fue descrita por (A.Gray) Bakh. y publicado en Bulletin du Jardin Botanique de Buitenzorg 6: 196. 1924.
Sinonimia
- Eriodendron trischistandrum A.Gray[4]